# Plagiocheilus frigidus
Plagiocheilus frigidus là một loài thực vật có hoa trong họ Cúc. Loài này được Poepp. miêu tả khoa học đầu tiên năm 1843.